# Вайт Медиа
ВайТ Медиа (WeiT Media)  — компания, занимающаяся производством телепрограмм, а также полнометражного кино и сериалов. Образована в августе 2009 года и названа по трём первым буквам фамилии (Вай) и первой букве имени (Т) её основателя Тимура Вайнштейна. До конца 2015 года Вайнштейн являлся не только учредителем, но и генеральным продюсером «ВайТ Медиа».
Форматы компании были адаптированы в нескольких европейских странах.

## История
Ранее Тимур Вайнштейн занимал пост генерального продюсера в созданной им в 2000 году совместно с Олегом Осиповым компании «Леан-М». В июле 2009 года продюсер покинул этот пост, оставаясь в составе учредителей «Леан-М» до января 2011 года. 49 % остались у Тимура Вайнштейна, который стал занимать должность генерального продюсера ГК «ВайТ Медиа» и принимать активное участие в управлении группой компаний.
В первый год своего существования «ВайТ Медиа» включала в себя студии, генеральным директором которых был Вадим Эпштейн. Юридически они просуществовали до марта 2016 года:
«ВайТ Шип Филмз» («WeiT Ship Films») занималась производством полнометражных художественных фильмов. Креативный продюсер — Клим Шипенко.
«ВайТ Айленд Продакшн» («WeiT Island Production») занималась производством документальных фильмов и дорогих киносериалов. Креативный продюсер — Вадим Островский.
В марте 2010 года компания «ВайТ Медиа» заключила стратегическое партнёрство с телевизионной компанией Endemol, в рамках которого Endemol стал владельцем контрольной доли «ВайТ Медиа».
Осенью 2010 года «ВайТ Медиа» стала первой российской продакшн-компанией, которая начала производить проекты для рынков Центральной и Восточной Европы, запустив адаптированную версию шоу «Wipe Out Cup» одновременно для пяти крупных телеканалов Польши, Чехии, Словакии, Украины и Белоруссии.
По итогам 2010 года «ВайТ Медиа» произвела около 300 эфирных премьерных часов и около 30 проектов в самых разных жанрах: телешоу, полнометражные художественные и телевизионные фильмы, сериалы, документальные и анимационные фильмы. Ещё 60 проектов находились в разработке.
17 января 2011 года компания заключила долгосрочное соглашение с казахстанским «Седьмым каналом», по которому стала его приоритетным партнёром в области производства, дистрибуции и адаптации телевизионных проектов: совокупная доля телевизионного контента, производимого «ВайТ Медиа» и Endemol для «Седьмого канала» в 2011 году, составила 25 %.
В январе 2015 года, после объединения компаний Endemol и Shine Group, «ВайТ Медиа» стала эксклюзивным обладателем библиотеки форматов образованной Endemol Shine Group.
В конце ноября 2015 года компания нашла замену Тимуру Вайнштейну, который в конце осени 2015 года был назначен генеральным продюсером телекомпании «НТВ». 1 декабря генеральным продюсером компании назначена Юлия Сумачёва, в то время как Вайнштейн сохранил свою долю 24,5 % в «ВайТ Медиа» как её учредитель.
В июле 2020 года все активы Endemol Shine Group были поглощены французской группой компаний Banijay, и таким образом, «ВайТ Медиа» стала вторым российским производителем, вошедшим в их состав (первый — Mastiff Russia Антона Гореславского). Соответственно, библиотека контента расширилась на форматы, принадлежащие Banijay. Тем не менее, вплоть до сентября 2021 года бренд Endemol Shine Group продолжал использоваться в проектах, производимых «ВайТ Медиа».
С 3 марта 2022 года в связи со вторжением России на Украину компания Banijay приостановила лицензирование новых форматов для российского рынка и прекратила производство нескольких передач («Последний герой», «Форт Боярд»). Mastiff Russia, в свою очередь, была закрыта; все права на её проекты и владение её юридическим лицом (ООО «Мастифф») были переданы «ВайТ Медиа».

## Деятельность
«ВайТ Медиа» производит телепередачи, сериалы, телевизионные и полнометражные фильмы. Самые известные проекты компании — шоу двойников «Один в один!», шоу для детей, оставшихся без попечения родителей «Ты супер!», шоу перевоплощений «Маска» и «Аватар», реалити-шоу о похудении «Взвешенные люди», кулинарное шоу «МастерШеф. Дети», шоу о людях со сверхспособностями «Удивительные люди».

### Программы
| Название программы                             | Дата выпуска                       | Ведущий | Канал                                                 | Жанр                                            |
| ---------------------------------------------- | ---------------------------------- | --- | ----------------------------------------------------- | ----------------------------------------------- |
| Настоящая жизнь                                | 23 августа 2010 — 21 января 2011   | Эммануил Виторган | Россия-1                                              | психологическая программа                       |
| Десять миллионов                               | 4 сентября 2010 — 14 июня 2014     | Максим Галкин | Россия-1                                              | телеигра                                        |
| Новости Т-34 / Бункер news                     | 5 января — 27 декабря 2011         | Леонид Школьник | РЕН ТВ                                                | юмористическое шоу                              |
| Спокойной ночи, мужики!                        | 10 января — 3 июня 2011            | Анфиса Чехова и Алёна Водонаева | ДТВ                                                   | реалити-шоу                                     |
| Шоу на два мільйони                            | 12 января — 30 марта 2011          | Андрей Доманский | 1+1                                                   | телеигра                                        |
| Сорок миллионов тенге                          | 22 января 2011 — 28 декабря 2013   | Абдель Мухтаров | Седьмой канал                                         | телеигра                                        |
| Замок страху                                   | 5 марта — 30 июня 2011             | Сергей Сипливый | Новый канал                                           | экстремальная телеигра                          |
| Семейный приговор Геннадия Хазанова            | 6 марта — 8 мая 2011               | Геннадий Хазанов и Карина Зверева | ТВ-3                                                  | ток-шоу                                         |
| SEX-битва по-русски                            | 28 марта — 10 октября 2011         | Алиса Селезнёва | Муз-ТВ                                                | развлекательное шоу                             |
| Top Gërl                                       | 31 марта — 23 июня 2011            | Игорь Коваленко, Эдуард Мацаберидзе и Николай Камка | Россия-2                                              | юмористическое шоу о женщинах                   |
| Конвейер любви                                 | 8 апреля — 28 августа 2011         | | Муз-ТВ                                                | реалити-шоу                                     |
| Косметический ремонт. Русская версия           | 23 мая — 18 ноября 2011            | Александра Ребенок | Муз-ТВ                                                | реалити-шоу                                     |
| Горячие мамочки                                | 25 сентября 2011 — 13 апреля 2012  | Анна Невская и Алиса Селезнёва | Муз-ТВ                                                | реалити-шоу                                     |
| Жұлдыздар фабрикасы                            | 26 сентября — 31 декабря 2011      | Адиль Лиян и Тая Катюша | Седьмой канал                                         | музыкальное реалити-шоу                         |
| Fashion Академия                               | 1 октября — 17 декабря 2011        | Максим Рапопорт и Тимур Соловьёв | Муз-ТВ                                                | реалити-шоу                                     |
| Знакомство с родителями                        | 13 ноября 2011 — 10 февраля 2012   | Тимур Родригез | Муз-ТВ                                                | шоу розыгрышей                                  |
| Тільки один                                    | 13 января — 30 марта 2012          | Леонид Сенкевич | Украина                                               | развлекательное шоу                             |
| Звёздные танцы                                 | 29 сентября — 29 декабря 2012      | Дильназ Ахмадиева и Батыржан Тазабеков | Седьмой канал                                         | танцевальное шоу                                |
| Наша жизнь                                     | 6 октября 2012 — 16 марта 2013     | Бахытжан Альпеисов | Седьмой канал                                         | психологическая программа                       |
| Прости меня!                                   | 17 января — 1 февраля 2013         | — | РЕН ТВ                                                | психологическая программа                       |
| Один в один!                                   | 3 марта 2013 — настоящее время     | Александр Олешко (2013, 2019), Нонна Гришаева (2013), Игорь Верник (2014—2016, 2019), Юлия Ковальчук (2014—2016), Николай Басков (2025), Клава Кока (2025) | Первый канал (2013), Россия-1 (2014—2016, 2019, 2025) | шоу перевоплощений                              |
| Универсальный артист                           | 23 июня — 25 августа 2013          | Яна Чурикова | Первый канал                                          | музыкальное шоу                                 |
| Один против всех                               | 1 сентября 2013 — 21 октября 2016  | Яна Батыршина | Карусель                                              | телеигра                                        |
| Як дві краплі                                  | 6 сентября — 31 декабря 2013       | Антон Лирник и Анастасия Заворотнюк | Украина                                               | шоу перевоплощений                              |
| Навылет                                        | 7 сентября — 9 ноября 2013         | Владимир Строжук, Данила Дунаев и Натали Неведрова | Ю                                                     | экстремальное реалити-шоу                       |
| Суббота. Вечер. Шоу / Сегодня. Вечер. Шоу      | 14 сентября 2013 — 11 января 2014  | разные | НТВ                                                   | студийный скетчком                              |
| Правила моей кухни                             | 23 — 27 декабря 2013               | — | РЕН ТВ                                                | кулинарное реалити-шоу                          |
| Большая перемена                               | 1 — 12 января 2014                 | Лера Кудрявцева | НТВ                                                   | музыкальное шоу                                 |
| Я смогу!                                       | 12 октября — 16 ноября 2014        | Владимир Стогниенко и Тимур Родригез | Россия-1                                              | экстремальное шоу талантов                      |
| Взвешенные люди / Взвешенные и счастливые люди | 18 апреля 2015 — 2 июня 2018       | Юлия Ковальчук (1-3 сезоны), Анфиса Чехова (4 сезон) | СТС                                                   | реалити-шоу о похудении                         |
| МастерШеф. Дети                                | 7 ноября 2015 — 25 декабря 2016    | Александр Белькович, Андрей Шмаков, Джузеппе Д’Анджело и Дмитрий Левицкий                                                                                  | СТС                                                   | кулинарное шоу                                  |
| Мой папа круче                                 | 1 мая — 7 августа 2016             | Михаил Пореченков | СТС                                                   | семейное шоу                                    |
| Охота                                          | 17 сентября — 3 декабря 2016       | — | НТВ                                                   | реалити-шоу                                     |
| Удивительные люди                              | 25 сентября 2016 — настоящее время | Александр Гуревич (2016—2020), Артём Варгафтик (с 2023) | Россия-1                                              | шоу о людях со сверхспособностями               |
| Киношоу                                        | 2 октября — 30 декабря 2016        | Максим Аверин и Анастасия Заворотнюк | НТВ                                                   | пародийное шоу                                  |
| Ты супер!                                      | 11 февраля 2017 — настоящее время  | Вадим Такменёв | НТВ                                                   | музыкальное шоу для воспитанников детских домов |
| Танцуют все!                                   | 19 марта — 7 мая 2017              | Ольга Шелест и Евгений Папунаишвили | Россия-1                                              | танцевальный проект                             |
| Золото нации                                   | 1 апреля — 27 мая 2017             | Александр Пушной | Россия-1                                              | детское шоу талантов                            |
| Ты супер! Танцы                                | 2 сентября — 23 декабря 2017       | Александр Олешко и Ольга Жук | НТВ                                                   | танцевальное шоу для детей                      |
| Новая «Фабрика звёзд»                          | 2 сентября 2017 — 19 мая 2024      | Ксения Собчак, Артём Шалимов и Георгий Иващенко (2017), Регина Тодоренко, Тимур Родригез и Анна Хилькевич (2024)                                           | Муз-ТВ (2017), ТНТ (2024)                             | музыкальное реалити-шоу                         |
| Стена                                          | 22 октября — 9 декабря 2017        | Андрей Малахов | Россия-1                                              | игровое шоу                                     |
| Супер Новый год                                | 31 декабря 2017                    | Вадим Такменёв и Александр Олешко | НТВ                                                   | концерт                                         |
| Лига удивительных людей                        | 13 мая — 24 июня 2018              | Марина Кравец и Дмитрий Губерниев | Россия-1                                              | шоу талантов                                    |
| Ну-ка, все вместе!                             | 23 марта 2019 — настоящее время    | Николай Басков и Сергей Лазарев | Россия-1                                              | музыкальный конкурс                             |
| Магия                                          | 3—5 мая 2019                       | Владимир Зеленский и Татьяна Лазарева | НТВ (было снято для канала «Россия-1» в 2011 году)    | шоу фокусов                                     |
| Россия рулит!                                  | 28 сентября — 1 декабря 2019       | Николай Фоменко и Полина Максимова | НТВ                                                   | автомобильный конкурс                           |
| Маска                                          | 1 марта 2020 — настоящее время     | Вячеслав Макаров | НТВ                                                   | музыкальное шоу перевоплощений                  |
| Ты супер! 60+                                  | 16 мая 2021 — настоящее время      | Вадим Такменёв | НТВ                                                   | музыкальное шоу для пенсионеров                 |
| Фактор страха                                  | 4 сентября 2021 — 19 июня 2023     | Анатолий Цой (2021), Алексей Чадов (2023) | НТВ (2021), СТС (2023)                                | экстремальное шоу                               |
| Дуэты                                          | 19 сентября 2021 — настоящее время | Николай Басков и Сергей Лазарев | Россия-1                                              | музыкальное шоу                                 |
| Шоумаскгоон                                    | 25 сентября — 20 ноября 2021       | Тимур Батрутдинов и Тимур Родригез | НТВ                                                   | музыкальное шоу                                 |
| Возможно всё!                                  | 4 и 11 февраля 2022                | Владимир Маркони | Россия-1                                              | развлекательное шоу                             |
| Страна талантов                                | 18 марта 2022 — 7 мая 2023         | Алексей Воробьёв | НТВ                                                   | развлекательное шоу                             |
| Аватар                                         | 3 сентября 2022 — настоящее время  | Вячеслав Макаров | НТВ                                                   | музыкальное технологическое шоу                 |
| Новая Битва экстрасенсов                       | 8 октября 2022 — настоящее время   | Марат Башаров | ТНТ                                                   | мистическое телешоу                             |
| Маска. Танцы                                   | 9 октября — 25 декабря 2022        | Юрий Музыченко | СТС                                                   | танцевальное шоу перевоплощений                 |
| Пятеро на одного                               | 29 октября 2022 — настоящее время  | Алексей Вершинин | Россия-1                                              | интеллектуально-развлекательная телеигра        |
| Конфетка                                       | 28 января 2023 — настоящее время   | Марина Кравец и Гарик Мартиросян | ТНТ                                                   | музыкальное шоу                                 |
| Моя мелодия                                    | 17 марта — 14 апреля 2023          | Николай Басков | Россия-1                                              | музыкальное шоу                                 |
| Модный vs Народный                             | 18 марта — 22 июля 2023            | Владислав Лисовец и Надежда Бабкина | НТВ                                                   | ток-шоу о моде и стиле                          |
| Ярче звëзд                                     | 7 октября 2023 — настоящее время   | Гарик Мартиросян (1 сезон), Тимур Родригез (2 сезон) | ТНТ                                                   | шоу перевоплощений                              |
| Последний герой                                | 28 октября 2023 — настоящее время  | Ксения Бородина | ТВ-3                                                  | реалити-шоу                                     |
| Прошу, прости!                                 | 2 февраля — 1 марта 2024           | Надежда Бабкина | НТВ                                                   | бытовое ток-шоу                                 |
| Чудо                                           | 17 августа — 30 декабря 2024       | Арсений Попов | НТВ                                                   | детское шоу талантов                            |
| Гладиаторы                                     | 11 мая 2025 — настоящее время      | Никита Панфилов и Кирилл Кошарин | НТВ                                                   | спортивно-развлекательное шоу                   |
| Большой хит                                    | 12 июля 2025 — настоящее время     | Регина Тодоренко, Тимур Родригез | ТНТ                                                   | музыкальная телеигра                            |

### Телесериалы
| Название                  | Дата выпуска                                                                       | Телеканалы                  | Жанр                  |
| ------------------------- | ---------------------------------------------------------------------------------- | --------------------------- | --------------------- |
| «Дворик»                  | 1 марта — 19 ноября 2010                                                           | Россия-1                    | мелодрама             |
| «Метель»                  | 20 марта 2010                                                                      | Россия-1                    | мелодрама             |
| «Белый налив»             | 18 сентября 2010                                                                   | Россия-1                    | мелодрама             |
| «Дублёрша»                | 12 марта 2011                                                                      | Россия-1                    | мелодрама             |
| «Гадкий утёнок»           | 26 марта 2011                                                                      | Россия-1                    | мелодрама             |
| «Объект 11»               | 30 мая — 3 июня 2011                                                               | Интер                       | детектив              |
| «Улики»                   | 8—21 июля 2011                                                                     | Интер                       | детектив              |
| «Сделано в СССР»          | 14—21 августа 2011                                                                 | 9 канал                     | драма                 |
| «Немного не в себе»       | 29 августа — 15 сентября 2011                                                      | Первый канал                | романтическая комедия |
| «Купидон»                 | 19 сентября — 3 ноября 2011                                                        | ТВ-3                        | мистическая комедия   |
| «Морпехи»                 | 3—6 октября 2011                                                                   | R1                          | боевик                |
| «Сплит»                   | 17 октября — 29 декабря 2011                                                       | ТЕТ                         | мистическая мелодрама |
| «Карамель»                | 7 ноября — 30 декабря 2011                                                         | ТВ-3                        | романтическая комедия |
| «Хозяйка моей судьбы»     | 3 января — 30 марта 2012                                                           | Россия-1                    | мелодрама             |
| «Огуречная любовь»        | 19—20 января 2012                                                                  | Россия-1                    | мелодрама             |
| «Яблоневый сад»           | 21 января 2012                                                                     | Россия-1                    | мелодрама             |
| «Команда Че»              | 6—27 февраля 2012 (1-8 серии, РЕН ТВ) 6—23 июля 2015 (1-40 серии, Звезда)          | РЕН ТВ, Звезда              | детектив              |
| «Тропинка вдоль реки»     | 11 февраля 2012                                                                    | Россия-1                    | мелодрама             |
| «Чужие мечты»             | 11 февраля 2012                                                                    | Украина                     | мелодрама             |
| «Соседи»                  | 20—30 августа 2012                                                                 | 3+                          | комедия               |
| «Сила сердца»             | 2 февраля 2013                                                                     | Россия-1                    | мелодрама             |
| «Будет светлым день»      | 16 марта 2013                                                                      | Россия-1                    | мелодрама             |
| «Путейцы» (3 сезон)       | 22—25 июля 2013                                                                    | Россия-1                    | мелодрама             |
| «Трое в Коми»             | 29 июля — 23 августа 2013                                                          | Первый канал                | романтическая комедия |
| «Экстрасенсы-детективы»   | 19 августа — 19 сентября 2013                                                      | ТВ-3                        | детектив              |
| «Семейные обстоятельства» | 30 сентября — 29 ноября 2013                                                       | Россия-1                    | мелодрама             |
| «Цена жизни»              | 7—17 октября 2013                                                                  | Седьмой канал               | криминальная драма    |
| «Дело чести»              | 21 октября — 21 ноября 2013                                                        | Седьмой канал               | криминальная драма    |
| «Пепел»                   | 27—31 октября 2013                                                                 | 1+1                         | детектив              |
| «Любовь без лишних слов»  | 21 декабря 2013                                                                    | Россия-1                    | мелодрама             |
| «Дождаться любви»         | 1 февраля 2014                                                                     | Россия-1                    | мелодрама             |
| «Вдова»                   | 10—19 сентября 2014                                                                | Седьмой канал               | криминальная драма    |
| «Мой любимый папа»        | 14 января — 7 февраля 2015                                                         | Седьмой канал               | криминальная драма    |
| «Родина»                  | 16—26 марта 2015                                                                   | Россия-1                    | детектив              |
| «Полицейский участок»     | 10—20 августа 2015                                                                 | Россия-1                    | детектив              |
| «Непридуманная жизнь»     | 21 сентября — 1 октября 2015                                                       | Россия-1                    | мелодрама             |
| «Преступление»            | 24 июля 2017 — 26 марта 2021                                                       | Россия-1                    | детектив              |
| «По ту сторону смерти»    | 26 февраля 2018 — 23 ноября 2021                                                   | НТВ                         | детективный триллер   |
| «Осколки»                 | 12 марта 2018 — 22 апреля 2021                                                     | Россия-1                    | мелодрама             |
| «Шуберт»                  | 26—30 марта 2018                                                                   | НТВ                         | триллер               |
| «Мост»                    | 21—25 мая 2018 (1 сезон, НТВ) 16—23 января 2020 (2 сезон, КТК)                     | НТВ, КТК                    | детектив              |
| «Отпуск за период службы» | 1 мая 2019                                                                         | НТВ                         | боевик                |
| «Подлежит уничтожению»    | 10 мая 2019                                                                        | НТВ                         | военная драма         |
| «Тень за спиной»          | 30 сентября — 3 октября 2019                                                       | НТВ                         | детектив              |
| «Красная зона»            | 15 марта — 13 августа 2021                                                         | НТВ                         | медицинская драма     |
| «Случайный кадр»          | 24—28 мая 2021                                                                     | НТВ                         | детектив              |
| «Запасный выход»          | 18 февраля 2022 (1 сезон, Первый канал «Евразия») 13—24 мая 2024 (1—2 сезоны, НТВ) | НТВ, Первый канал «Евразия» | детективная комедия   |
| «Под напряжением»         | 11 июля — 4 августа 2022                                                           | НТВ                         | детектив              |
| «Аутсайдер»               | 27 февраля — 10 марта 2023                                                         | НТВ                         | детектив              |
| «Фальшивый флаг»          | 24—27 апреля 2023                                                                  | НТВ                         | детектив              |
| «Приставы»                | 24—28 июня 2024                                                                    | НТВ                         | драмеди               |

### Веб-сериалы
| Название             | Дата выпуска               | Сервис                   | Жанр                    |
| -------------------- | -------------------------- | ------------------------ | ----------------------- |
| «Волк»               | 7—28 декабря 2020          | НТВ Premier КиноПоиск HD | детектив                |
| «Агеев»              | 23 февраля—2 марта 2022    | Okko                     | детектив                |
| «Абсурд»             | 12 мая—2 июня 2022         | Premier                  | детективная комедия     |
| «Художник»           | 8 сентября—27 октября 2022 | Premier Россия-1         | детективный триллер     |
| «Библиотекарь»       | 29 июня—17 августа 2023    | more.tv Wink             | фантастический детектив |
| «Оперативная память» | 18 марта 2025              | Иви НТВ                  | детектив                |

### Телевизионные фильмы (1—2 серии)
| Фильм                           | Дата премьеры    | Телеканал   | Рейтинг/ доля |
| ------------------------------- | ---------------- | ----------- | ------------- |
| Я подарю себе чудо              | 7 февраля 2010   | Россия-1    | 7.8/ 21.8     |
| Услышь моё сердце               | 29 августа 2010  | Россия-1    | 6.7/ 19.9     |
| Дорогая моя доченька            | 20 февраля 2011  | Россия-1    | 8.5/ 24.6     |
| Зойкина любовь                  | 27 февраля 2011  | Россия-1    | 6.5/ 19.6     |
| Дуэль                           | 18 сентября 2011 | Россия-1    | 5.1/ 17.5     |
| Предсказание                    | 25 сентября 2011 | Россия-1    | 6.7/ 21.9     |
| Последняя жертва                | 10 февраля 2013  | Россия-1    | 5.2/ 14.6     |
| Серебристый звон ручья          | 17 марта 2013    | Россия-1    | 5.9/ 16.6     |
| Маша и Медведь                  | 21 апреля 2013   | Россия-1    | 7.0/ 20.6     |
| Отец поневоле                   | 2 января 2014    | Россия-1    | 5.1/ 15.1     |
| Я подарю тебе любовь            | 8 марта 2014     | РТР-Планета | нет данных    |
| Новогодний пассажир             | 1 января 2018    | СТС         | нет данных    |
| 1001 ночь, или Территория любви | 31 декабря 2019  | НТВ         | 3.3/ 9.1      |
| Новогодняя сказка               | 31 декабря 2021  | НТВ         | 2.4/ 7.6      |

### Кинофильмы
| Фильм                     | Дата выхода в прокат | Прокатчик            | Сборы в России и СНГ | Дата премьеры на ТВ | Телеканал | Рейтинг/ доля |
| ------------------------- | -------------------- | -------------------- | -------------------- | ------------------- | --------- | ------------- |
| Кто я?                    | 11 ноября 2010       | «Аргумент Кино»      | 7 млн руб.           | 8 июля 2015         | РЕН ТВ    | нет данных    |
| Всё просто                | 6 декабря 2012       | «Парадиз»            | 2 млн руб.           | 10 июня 2015        | СТС       | нет данных    |
| Попугай Club              | —                    | —                    | —                    | 17 мая 2014         | ТНТ       | 1.4/ 5.3      |
| Не бойся, я с тобой! 1919 | 20 ноября 2014       | «Централ Партнершип» | 0,157 млн руб.       | 17 апреля 2016      | НТВ       | 2.6/ 7.2      |
| Бармен                    | 18 июня 2015         | «Централ Партнершип» | 82 млн руб.          | 23 ноября 2015      | ТНТ       | 2.9/ 8.3      |
| Срочно выйду замуж        | 31 декабря 2015      | «Централ Партнершип» | 80 млн руб.          | 7 марта 2019        | СТС       | нет данных    |
| Любовь с ограничениями    | 9 марта 2017         | «Централ Партнершип» | 70 млн руб.          | 2 октября 2017      | ТНТ       | 2.7/ 8.6      |
| Вызов                     | —                    | —                    | —                    | 1 ноября 2019       | НТВ       | нет данных    |
| У ангела ангина           | —                    | «Централ Партнершип» | 0,02178 млн руб.     | 7 сентября 2021     | НТВ       | нет данных    |
| Праведник                 | 16 февраля 2023      | «Централ Партнершип» | 641 млн руб.         | 9 мая 2024          | Россия-1  | 4.6/ 24.6     |
| Зять                      | 21 ноября 2024       | «Централ Партнершип» | 162 млн руб.         | 5 марта 2025        | ТНТ       | нет данных    |
| Роднина                   | 6 марта 2025         | «Централ Партнершип» | 204 млн руб.         | 13 июня 2025        | Россия-1  |               |

## Награды
- В 2014 году телесериал «Пепел» получил премию ТЭФИ в номинации «Лучшая актриса телевизионного фильма/сериала» (Чулпан Хаматова).
- В 2016 году шоу «Взвешенные люди» получило премию ТЭФИ в номинации «Реалити-шоу».
- В 2017 году вокальный конкурс «Ты супер!» получил премию V Ежегодной Программы «Лучшие социальные проекты России» в номинации «Поддержка одарённых детей».

## Комментарии
1. ↑  За 7 лет до этого, 9 июля 2012 года, на канале «1+1» вышел первый выпуск данного шоу для украинской аудитории Архивная копия от 1 мая 2019 на Wayback Machine, отличавшийся от невышедшей российской версии рядом вещей. Во всех подводках на сцене вместо Зеленского (на тот момент сотрудника канала «Интер») участвовал Архивная копия от 1 мая 2019 на Wayback Machine Юрий Горбунов. Также были пересняты все комментарии члена жюри Романа Виктюка, а название и титры отображались на украинском языке. Дальнейших эфиров на канале не было.
2. ↑  Указаны сборы от показов фильма на кинофестивалях, в кинопрокат фильм не выходил.